# Copa Libertadores de Fútbol Playa 2023
La Copa Libertadores de Fútbol Playa 2023 fue la sexta edición del máximo torneo de clubes de fútbol playa de Sudamérica realizado en Luque, Paraguay. Fue organizado por la Confederación Sudamericana de Fútbol (CONMEBOL) en colaboración con la Asociación Paraguaya de Fútbol (APF). El torneo se jugó del 3 al 10 de diciembre de 2023 en el Estadio Mundialista Los Pynandi.

## Equipos participantes
Doce equipos calificaron para participar; cada campeón nacional de liga de las diez naciones sudamericanas que son miembros de Conmebol, más un club adicional del país anfitrión y los campeones defensores.
| País                                          | Equipo                                | Vía de clasificación |
| --------------------------------------------- | ------------------------------------- | --- |
| Argentina 1 cupo                              | Acassuso                              | Campeón del Torneo Apertura de Primera División de Fútbol Playa 2023                                                                                      |
| Bolivia 1 cupo                                | Hamacas                               | Ganador del Torneo Nacional de Fútbol Playa 2023 |
| Brasil 1 cupo                                 | Sampaio Corrêa                        | Campeón del Circuito Brasil de Beach Soccer 2023 |
| Chile 1 cupo                                  | Camba Pizzero                         | Campeón de la Copa Collahuasi C20+ 2023 |
| Colombia 1 cupo                               | Antioquia                             | Campeón del Torneo Nacional de Fútbol Playa FCF 2023 |
| Ecuador 1 cupo                                | Victoria Andrés                       | Ganador del Campeonato Nacional de Fútbol Playa 2023 |
| Paraguay 1 cupo + Anfitrión + Campeón vigente | Presidente Hayes Libertad San Antonio | Campeón de la Copa Libertadores de Fútbol Playa 2022 Campeón de la Superliga APF de Fútbol Playa 2023 Subcampeón de la Superliga APF de Fútbol Playa 2023 |
| Perú 1 cupo                                   | Unión Lurín                           | Campeón del Torneo de Primera División de Fútbol Playa 2023                                                                                               |
| Uruguay 1 cupo                                | Cerrito                               | Ganador del Campeonato Uruguayo de Fútbol Playa 2023 |
| Venezuela 1 cupo                              | Guaicamacuto                          | Campeón de la Liga FUTVE Playa 2023 |

## Fase de grupos
El sorteo de la fase de grupos se llevó a cabo el 17 de noviembre de 2023 en la sede la Conmebol en Luque, Paraguay, y quedó de la siguiente manera:

*Todos los horarios corresponden al horario de verano de Paraguay, UTC-03:00.

### Grupo A
| Equipo           | Pts. | PJ | PG | PG+ | PGP | PP | GF | GC | Dif. |
| ---------------- | ---- | -- | -- | --- | --- | -- | -- | -- | ---- |
| Unión Lurín      | 6    | 3  | 1  | 1   | 1   | 0  | 14 | 8  | 6    |
| Presidente Hayes | 6    | 3  | 2  | 0   | 0   | 1  | 12 | 9  | 3    |
| Guaicamacuto     | 3    | 3  | 1  | 0   | 0   | 2  | 12 | 9  | 3    |
| Hamacas          | 0    | 3  | 0  | 0   | 0   | 3  | 4  | 16 | -12  |

| 3 de diciembre de 2023 | Presidente Hayes              | 5:1     | Hamacas       | Estadio Los Pynandi, Luque |                         |
| 19:00                  | Néstor Medina · Zemskov Fedor | Reporte | Filip Filipov | Árbitro(s): Jorge Gómez    | Árbitro(s): Jorge Gómez |

| 3 de diciembre de 2023 | Guaicamacuto | 3:3 (t. s.)(4:5 p.)        | Unión Lurín | Estadio Los Pynandi, Luque |                            |
| 20:45                  | Santiso Miguel · Lucas Araujo · Alisson Da Silva                                                                | Reporte                    | Billyvardo Velezmoro · Sócrates Vidal                                                                                    | Árbitro(s): Carlos Maidana | Árbitro(s): Carlos Maidana |
|                        | | Tiros desde el punto penal | |                            |                            |
|                        | - Alisson Da Silva - Lucas Araujo - José Betancourt - Juan Narea - Enderson Ramos - Jeyker Rivero - Randy Rivas |                            | - Billyvardo Velezmoro - Paulo Marques - Cristhian Sialer - Jesús Jiménez - Sócrates Vidal - Jean Vargas - Javier Torres |                            |                            |

| 4 de diciembre de 2023 | Unión Lurín                                                                              | 5:3 (t. s.) | Presidente Hayes                                | Estadio Los Pynandi, Luque  |                             |
| 19:00                  | Billyvardo Velezmoro · Cristhian Sialer · Sócrates Vidal · Óscar Alarcón · Javier Torres | Reporte     | Zemskov Fedor · Artem Voloshin · Andrey Kotenev | Árbitro(s): Luciano Andrade | Árbitro(s): Luciano Andrade |

| 4 de diciembre de 2023 | Guaicamacuto                                 | 5:1     | Hamacas       | Estadio Los Pynandi, Luque |                           |
| 20:45                  | Lucas Araujo · Juan Narea · Alisson Da Silva | Reporte | David Aguilar | Árbitro(s): Lucas Estevao  | Árbitro(s): Lucas Estevao |

| 5 de diciembre de 2023 | Presidente Hayes                                | 4:3     | Guaicamacuto                                   | Estadio Los Pynandi, Luque |                           |
| 19:00                  | Igor De Almeida · Zemskov Fedor · Néstor Medina | Reporte | Santiso Miguel · Juan Narea · Alisson Da Silva | Árbitro(s): Alberto Altez  | Árbitro(s): Alberto Altez |

| 5 de diciembre de 2023 | Hamacas          | 2:6     | Unión Lurín                                                                      | Estadio Los Pynandi, Luque  |                             |
| 20:45                  | Jefferson Castro | Reporte | Jesús Jiménez · Jean Vargas · Billyvardo Velezmoro · Jean Flores · Joaquín Manco | Árbitro(s): Aecio Fernández | Árbitro(s): Aecio Fernández |

### Grupo B
| Equipo          | Pts. | PJ | PG | PG+ | PGP | PP | GF | GC | Dif. |
| --------------- | ---- | -- | -- | --- | --- | -- | -- | -- | ---- |
| Libertad        | 6    | 3  | 2  | 0   | 0   | 1  | 25 | 12 | 13   |
| Antioquia       | 6    | 3  | 2  | 0   | 0   | 1  | 9  | 5  | 4    |
| Camba Pizzero   | 6    | 3  | 2  | 0   | 0   | 1  | 25 | 20 | 5    |
| Victoria Andrés | 0    | 3  | 0  | 0   | 0   | 3  | 9  | 31 | -22  |

| 3 de diciembre de 2023 | Camba Pizzero                                                    | 5:3     | Antioquia                                  | Estadio Los Pynandi, Luque |                      |
| 15:30                  | Gustavo Benítez · Diego San Martín · Felipe Yáñez · Héctor Tobar | Reporte | Juan Ossa · Salvador Ardil · Rafael Acosta | Árbitro(s): Luis Coy       | Árbitro(s): Luis Coy |

| 3 de diciembre de 2023 | Libertad | 14:3    | Victoria Andrés                | Estadio Los Pynandi, Luque |                           |
| 17:15                  | Carlos Valentín Benítez · Carlos Carballo · Diogo Catarino · Carlos Ovelar · Édgar Barreto · Mauricio Braz · Jordán Soares | Reporte | Snaider Morales · Yordy Tarira | Árbitro(s): Lucas Estevao  | Árbitro(s): Lucas Estevao |

| 4 de diciembre de 2023 | Camba Pizzero | 13:6    | Victoria Andrés                | Estadio Los Pynandi, Luque |                       |
| 15:30                  | Héctor Tobar · Ariel Peso · Gustavo Benítez · Jhovanny Benítez · Sebastián Gutiérrez · Felipe Yáñez · Daniel Durán · Benjamín Arce | Reporte | Ernesto Lara · Snaider Morales | Árbitro(s): José Romo      | Árbitro(s): José Romo |

| 4 de diciembre de 2023 | Antioquia                 | 2:0     | Libertad | Estadio Los Pynandi, Luque  |                             |
| 17:15                  | Juan Ossa · Wilmar Donado | Reporte |          | Árbitro(s): Aecio Fernández | Árbitro(s): Aecio Fernández |

| 5 de diciembre de 2023 | Victoria Andrés | 0:4     | Antioquia                                                    | Estadio Los Pynandi, Luque |                            |
| 15:30                  |                 | Reporte | Juan Ossa · Wilmar Donado · Sebastián Henao · Salvador Ardil | Árbitro(s): Carlos Maidana | Árbitro(s): Carlos Maidana |

| 5 de diciembre de 2023 | Libertad | 11:7    | Camba Pizzero                                                 | Estadio Los Pynandi, Luque |                           |
| 17:15                  | Eliott Mounoud · Jesús Martínez · Jordan Soares · Milciades Medina · Valentín Benítez · Sixto Cantero · Thiago Barrios | Reporte | Héctor Tobar · Benjamín Arce · Jhovanny Benítez · Luís Quinta | Árbitro(s): Lucas Estevao  | Árbitro(s): Lucas Estevao |

### Grupo C
| Equipo         | Pts. | PJ | PG | PG+ | PGP | PP | GF | GC | Dif. |
| -------------- | ---- | -- | -- | --- | --- | -- | -- | -- | ---- |
| Sampaio Corrêa | 9    | 3  | 3  | 0   | 0   | 0  | 18 | 8  | 10   |
| San Antonio    | 6    | 3  | 2  | 0   | 0   | 1  | 13 | 15 | -2   |
| Acassuso       | 2    | 3  | 0  | 1   | 0   | 2  | 11 | 12 | -1   |
| Cerrito        | 0    | 3  | 0  | 0   | 0   | 3  | 9  | 16 | -7   |

| 3 de diciembre de 2023 | Acassuso                                          | 3:2     | Cerrito                     | Estadio Los Pynandi, Luque |                            |
| 12:00                  | Lautaro Benaducci · Leandro Marino · Lucas Medero | Reporte | Enzo Ortiz · Eduardo Cedres | Árbitro(s): Micke Palomino | Árbitro(s): Micke Palomino |

| 3 de diciembre de 2023 | Sampaio Corrêa                                             | 6:2     | San Antonio             | Estadio Los Pynandi, Luque  |                             |
| 13:45                  | Filipe Duarte · José Da Cruz · Edson Souza · Marciel Pires | Reporte | Luis Ojeda · Juan López | Árbitro(s): Alex Valdiviezo | Árbitro(s): Alex Valdiviezo |

| 4 de diciembre de 2023 | Cerrito                         | 2:7     | Sampaio Corrêa | Estadio Los Pynandi, Luque |                         |
| 12:00                  | Facundo Abad · Brandon Maverino | Reporte | Francisco Da Silva · Luiz Do Nascimento · Edson Souza · Edson Da Rocha · José Da Cruz · Joao Marques · Marciel Pires | Árbitro(s): Jorge Gómez    | Árbitro(s): Jorge Gómez |

| 4 de diciembre de 2023 | Acassuso                                     | 4:5     | San Antonio                             | Estadio Los Pynandi, Luque |                            |
| 13:45                  | Manuel Bordón · Carlos Rivera · Lucas Madero | Reporte | Juan López · Luís Cáceres · Pedro Morán | Árbitro(s): Jaimito Suárez | Árbitro(s): Jaimito Suárez |

| 5 de diciembre de 2023 | Sampaio Corrêa                               | 5:4     | Acassuso                                              | Estadio Los Pynandi, Luque |                            |
| 12:00                  | Edson Souza · Willian Caldas · Filipe Duarte | Reporte | Lucas Medero · Lautaro Benaducci · Axel Rutterschmidt | Árbitro(s): Micke Palomino | Árbitro(s): Micke Palomino |

| 5 de diciembre de 2023 | San Antonio                                                                           | 6:5     | Cerrito                                                    | Estadio Los Pynandi, Luque  |                             |
| 13:45                  | Víctor Jara · Luis Ojeda · Luis Cáceres · Luis Gómez · Willian Guerrero · Pablo López | Reporte | Gonzalo Cazet · Facundo Abad · Enzo Ortiz · Juan Iturriaga | Árbitro(s): Alex Valdiviezo | Árbitro(s): Alex Valdiviezo |

### Clasificación de los terceros colocados
| Equipo        | Pts. | PJ | PG | PG+ | PGP | PP | GF | GC | Dif. |
| ------------- | ---- | -- | -- | --- | --- | -- | -- | -- | ---- |
| Camba Pizzero | 6    | 3  | 2  | 0   | 0   | 1  | 12 | 14 | -2   |
| Guaicamacuto  | 3    | 3  | 1  | 0   | 0   | 2  | 12 | 9  | 3    |
| Acassuso      | 2    | 3  | 0  | 1   | 0   | 2  | 11 | 12 | -1   |

## Fase final

### Disputa del undécimo lugar
| 8 de diciembre de 2023 | Hamacas                          | 3:2     | Victoria Andrés                | Estadio Los Pynandi, Luque |                            |
| 15:30                  | Remberto Portales · Pablo Zapata | Reporte | Joel Balladares · Yordi Tarira | Árbitro(s): Cristian Galaz | Árbitro(s): Cristian Galaz |

### Disputa del noveno lugar
| 8 de diciembre de 2023 | Acassuso                         | 2:4     | Cerrito                                        | Estadio Los Pynandi, Luque |                            |
| 17:15                  | Lucas Medero · Lautaro Benaducci | Reporte | Eduardo Suárez · Enzo Ortíz · Brandon Maverino | Árbitro(s): Silvio Coronel | Árbitro(s): Silvio Coronel |

### Cuadro general
|  | Quinto puesto    | Quinto puesto  |                |   | Semifinales 5.º - 8.º puesto | Semifinales 5.º - 8.º puesto |             |   | Cuartos de final | Cuartos de final |          |   | Semifinales   | Semifinales   |  |  | Final | Final |
|  |                  |                |                |   |                              |                              |             |   |                  |                  |          |   |               |               |  |  |       |       |
|  |                  |                |                |   |                              |                              |             |   |                  |                  |          |   |               |               |  |  |       |       |
|  |                  |                |                |   |                              |                              |             |   |                  |                  |          |   |               |               |  |  |       |       |
|  |                  |                |                |   |                              |                              |             |   | Unión Lurín      | 5                |          |   |               |               |  |  |       |       |
|  |                  |                |                |   |                              |                              |             |   | Unión Lurín      | 5                |          |   |               |               |  |  |       |       |
|  |                  |                | Guaicamacuto   | 3 |                              |                              |             |   |                  |                  |          |   |               |               |  |  |       |       |
|  |                  | Guaicamacuto   | Guaicamacuto   | 3 | 0                            |                              |             |   |                  | Unión Lurín      | 1        |   |               |               |  |  |       |       |
|  |                  |                |                |   | 0                            |                              |             |   |                  | Unión Lurín      | 1        |   |               |               |  |  |       |       |
|  |                  |                | Antioquia      | 3 |                              |                              | San Antonio | 3 |                  |                  |          |   |               |               |  |  |       |       |
|  | Antioquia        | 4              | Antioquia      | 3 |                              |                              | San Antonio | 3 |                  |                  |          |   |               |               |  |  |       |       |
|  | Antioquia        | 4              |                |   |                              |                              |             |   |                  |                  |          |   |               |               |  |  |       |       |
|  |                  |                | San Antonio    | 6 |                              |                              |             |   |                  |                  |          |   |               |               |  |  |       |       |
|  | Antioquia        | 5              | San Antonio    | 6 |                              |                              | San Antonio | 3 |                  |                  |          |   |               |               |  |  |       |       |
|  | Antioquia        | 5              |                |   |                              |                              | San Antonio | 3 |                  |                  |          |   |               |               |  |  |       |       |
|  | Sampaio Corrêa   | 4              |                |   | Presidente Hayes             | 1                            |             |   |                  |                  |          |   |               |               |  |  |       |       |
|  | Sampaio Corrêa   | 4              | Libertad       | 5 | Presidente Hayes             | 1                            |             |   |                  |                  |          |   |               |               |  |  |       |       |
|  |                  |                | Libertad       | 5 |                              |                              |             |   |                  |                  |          |   |               |               |  |  |       |       |
|  |                  |                | Camba Pizzero  | 4 |                              |                              |             |   |                  |                  |          |   |               |               |  |  |       |       |
|  | Séptimo puesto   | Séptimo puesto | Camba Pizzero  | 4 | Camba Pizzero                | 1                            |             |   |                  |                  | Libertad | 3 | Tercer puesto | Tercer puesto |  |  |       |       |
|  | Séptimo puesto   | Séptimo puesto |                |   | Camba Pizzero                | 1                            |             |   |                  |                  | Libertad | 3 | Tercer puesto | Tercer puesto |  |  |       |       |
|  |                  |                |                |   | Sampaio Corrêa               | 4                            |             |   | Presidente Hayes | 5                |          |   |               |               |  |  |       |       |
|  | Guaicamacuto (p) | 3 (4)          | Sampaio Corrêa | 5 | Sampaio Corrêa               | 4                            | Unión Lurín | 5 | Presidente Hayes | 5                |          |   |               |               |  |  |       |       |
|  | Guaicamacuto (p) | 3 (4)          | Sampaio Corrêa | 5 |                              |                              | Unión Lurín | 5 |                  |                  |          |   |               |               |  |  |       |       |
|  | Camba Pizzero    | 3 (3)          |                |   | Presidente Hayes             | 7                            |             |   | Libertad         | 8                |          |   |               |               |  |  |       |       |

### Cuartos de final
| 7 de diciembre de 2023 | Unión Lurín                                          | 5:3     | Guaicamacuto                   | Estadio Los Pynandi, Luque    |                               |
| 15:30                  | Billyvardo Velezmoro · Paulo Marques · Javier Torres | Reporte | José Betancourt · Lucas Araujo | Árbitro(s): Gustavo Domínguez | Árbitro(s): Gustavo Domínguez |

| 7 de diciembre de 2023 | Libertad                                                                    | 5:4     | Camba Pizzero                           | Estadio Los Pynandi, Luque  |                             |
| 17:15                  | Diogo Catarino · Jordán Soarez · Carlos Valentín Benítez · Milciades Medina | Reporte | Luis Quinta · Ariel Peso · Felipe Yañez | Árbitro(s): Christian Altez | Árbitro(s): Christian Altez |

| 7 de diciembre de 2023 | Sampaio Corrêa                                                            | 5:7     | Presidente Hayes                                                                   | Estadio Los Pynandi, Luque |                       |
| 19:00                  | Luiz Do Nascimento · Gerlan Oliveira · Francisco Da Silva · Marciel Pires | Reporte | Stanislav Kosharnyi · Enzo Cáceres · Andrey Kotenev · Néstor Medina · Egor Remizov | Árbitro(s): José Romo      | Árbitro(s): José Romo |

| 7 de diciembre de 2023 | Antioquia                                 | 4:6     | San Antonio                                                               | Estadio Los Pynandi, Luque |                            |
| 20:45                  | Rafael Acosta · Wilmar Donado · Juan Ossa | Reporte | Luís Cáceres · Luís Gómez · Pedro Morán · Alan Rodas · Alexandro Luraschi | Árbitro(s): Micke Palomino | Árbitro(s): Micke Palomino |

### Semifinales del quinto al octavo lugar
| 8 de diciembre de 2023 | Guaicamacuto                      | 2:4     | Antioquia                                     | Estadio Los Pynandi, Luque |                         |
| 19:00                  | Miguel Santiso · Alisson Da Silva | Reporte | Salvador Ardil · Rafael Acosta · Juan Galindo | Árbitro(s): Brando Amay    | Árbitro(s): Brando Amay |

| 8 de diciembre de 2023 | Camba Pizzero  | 1:4     | Sampaio Corrêa       | Estadio Los Pynandi, Luque    |                               |
| 20:45                  | Héctor Tobar · | Reporte | Edson Hulk · Sikinha | Árbitro(s): Gustavo Domínguez | Árbitro(s): Gustavo Domínguez |

### Séptimo puesto
| 9 de diciembre de 2023 | Guaicamacuto                                                                        | 3:3 (t. s.)(4:3 p.)        | Camba Pizzero                                                                  | Estadio Los Pynandi, Luque |                            |
|                        | Alisson Da Silva · José Betancourt · Enderson Ramos                                 | Reporte                    | Héctor Tobar · Luis Quinta                                                     | Árbitro(s): Jaimito Suárez | Árbitro(s): Jaimito Suárez |
|                        |                                                                                     | Tiros desde el punto penal |                                                                                |                            |                            |
|                        | - Kleudes Gracía - José Betancourt - Juan Nerea - Edgar Catellanos - Enderson Ramos |                            | - Daniel Durán - Benjamín Arce - Luis Quinta - Jhovanny Benítez - Héctor Tobar |                            |                            |

### Quinto puesto
| 9 de diciembre de 2023 | Antioquia                                                  | 5:4     | Sampaio Corrêa                 | Estadio Los Pynandi, Luque  |                             |
|                        | Juan Ossa · Salvador Ardil · Wilmar Donado · Rafael Acosta | Reporte | Sikinha · Edson Hulk · Datinha | Árbitro(s): Alex Valdiviezo | Árbitro(s): Alex Valdiviezo |

### Semifinales
| 9 de diciembre de 2023 | Unión Lurín          | 1:3     | San Antonio               | Estadio Los Pynandi, Luque |                       |
| 19:00                  | Billyvardo Velezmoro | Reporte | Luis Cáceres · Luis Gómez | Árbitro(s): José Romo      | Árbitro(s): José Romo |

| 9 de diciembre de 2023 | Libertad                                         | 3:5     | Presidente Hayes                                              | Estadio Los Pynandi, Luque  |                             |
| 20:45                  | Carlos Carballo · Mauricio Braz · Diogo Catarino | Reporte | Zemskov Fedor · Andrey Kotenev · Néstor Medina · Egor Remizov | Árbitro(s): Aecio Fernández | Árbitro(s): Aecio Fernández |

### Tercer puesto
| 10 de diciembre de 2023 | Unión Lurín                                                                             | 5:8     | Libertad | Estadio Los Pynandi, Luque |                           |
| 17:00                   | Cristhian Sialer · Joaquin Manco · Óscar Alarcón · Billyvardo Velezmoro · Paulo Marques | Reporte | Thiago Barrios · Jordan Soares · Diogo Catarino · Carlos Carballo · Milciades Medina · Carlos Valentín Benítez | Árbitro(s): Lucas Estevao  | Árbitro(s): Lucas Estevao |

### Final
| 10 de diciembre de 2023 | San Antonio               | 3:1     | Presidente Hayes | Estadio Los Pynandi, Luque |                            |
| 19:00                   | Alan Rodas · Luis Cáceres | Reporte | Lucas Ponzetti   | Árbitro(s): Micke Palomino | Árbitro(s): Micke Palomino |